# Bitwa o Konungahelę
Atak na Kungahellę – wyprawa przeciwko norweskiemu miastu portowemu Kungahelli (dzisiejsze Kungälv w Szwecji) podjęta w 1135 lub 1136 roku przez Pomorzan pod wodzą księcia Racibora I, zakończona zwycięską dla nich bitwą stoczoną 9 sierpnia w pobliżu miasta z jego mieszkańcami oraz późniejszym oblężeniem i zniszczeniem grodu. 
Akcja pod dowództwem księcia Racibora I, mającego przydomek „król morski”, lennika polskiego księcia Bolesława Krzywoustego, miał na celu niedopuszczenie do wojny z margrabią Marchii Północnej Albrechtem Niedźwiedziem, który liczył na pomoc króla duńskiego Eryka II, przy okazji zaś była wyprawą łupieżczą.

## Wyprawa
Według średniowiecznych źródeł flota pomorska liczyła 650 okrętów (według innych źródeł 720 okrętów, a nawet 780 jak podaje saga Snorriego Sturlusona), z których każdy miał na pokładzie 44 ludzi i 2 konie jak podają starsze źródła lub około 300 okrętów. Dawało to razem od ok. 6 do 30 tys. wojów (według wyszczególnionych poniżej źródeł), w tym około tysiąca jezdnych. Wyprawa była bardzo śmiałym przedsięwzięciem, gdyż należało przebyć morzem około 300 mil, przepływając dwukrotnie przez cieśniny duńskie. Jednak Dania, rozdrobniona na małe księstwa feudalne, nie mogła wystawić większej floty do obrony, więc flota księcia bez przeszkód dotarła pod Kungahellę.
W fiordzie Götalev wyminięto wbite w dno pale obronne i podpłynięto bliżej wybrzeża. Ponieważ do miasta można było dotrzeć dwiema odnogami rzeki Göty (gród był oddalony od wybrzeża morskiego o ok. 10 mil), flota pomorska podzieliła się na dwie części i 9 sierpnia 1135 roku podpłynęła pod Kungahellę. Gdy zbliżała się do grodu, aby wysadziċ desant, napotkała na swej drodze uzbrojone statki handlowe Skandynawów, wspierane dodatkowo przez stojących na nabrzeżu obrońców, którzy miotali strzały, oszczepy i kamienie, starając się nie dopuściċ do lądowania słowiańskich żołnierzy. Na wąskich odnogach rzeki flota Racibora nie mogła rozwinąć swych sił, więc powstało realne zagrożenie. Wywiązała się zacięta walka, z której zwycięsko wyszła jednak przeważająca liczebnie flota pomorska. Statki przeciwnika zostały bądź to zdobyte, bądź spalone, a mieszczanie i wojownicy, widząc klęskę swej floty, schronili się do grodu.
Po bitwie wojska pomorskie zostały wysadzone na brzeg, a następnie rozpoczęły oblężenie grodu. W nocy z 9 na 10 sierpnia, po gwałtownym ataku, Kungahälla została zdobyta, a po dokładnym złupieniu spalona. Pomorzanie do kraju wrócili z tysiącami jeńców i bogatymi łupami. Tak wspomina to wydarzenie Snorri Sturluson w swojej sadze:
„Król Racibor i jego zwycięskie wojska ustąpiły i powróciły do Slavii, a wielka liczba ludu, który wzięty był w Kungahelli, potem długo żył u Słowian w niewoli. Wielki port Kungahälla nigdy nie wrócił do tego samego stanu co przedtem [...]”.

## Datowanie
Teksty źródłowe nie podają dokładnie roku, w którym miał miejsce najazd na Konungahellę. Sturluson podaje, że miało to miejsce „pięć zim po śmierci konunga Sigurda”. Sigurd zmarł w roku 1130, co pozwalałoby twierdzić, że wyprawa miała miejsce w roku 1135. Jednak większość współczesnych publikacji podaje tę datę w wątpliwość. Artur Szrejter dowodzi, że bitwa musiała mieć miejsce rok później, w 1136, ponieważ w 1135 odbyła się wyprawa Pomorzan na Roskilde (a nieprawdopodobne jest, by zorganizowano dwie wielkie wyprawy w tym samym roku). Podaje również wyliczenia kalendarzowe, bazujące na tym, w którym roku 9 sierpnia wypada w niedzielę.
Datę 1136 można również spotkać w innych współczesnych źródłach.
Odmienne stanowisko prezentuje pisarz Robert F. Barkowski, twierdząc, że Bolesław III Krzywousty użył zwycięstwa pod Konungahellą na zjeździe w Merseburgu, który odbył się w 1135 roku, co sprawia że również ta bitwa musiała się odbyć najpóźniej w 1135.